# Régionalisme critique

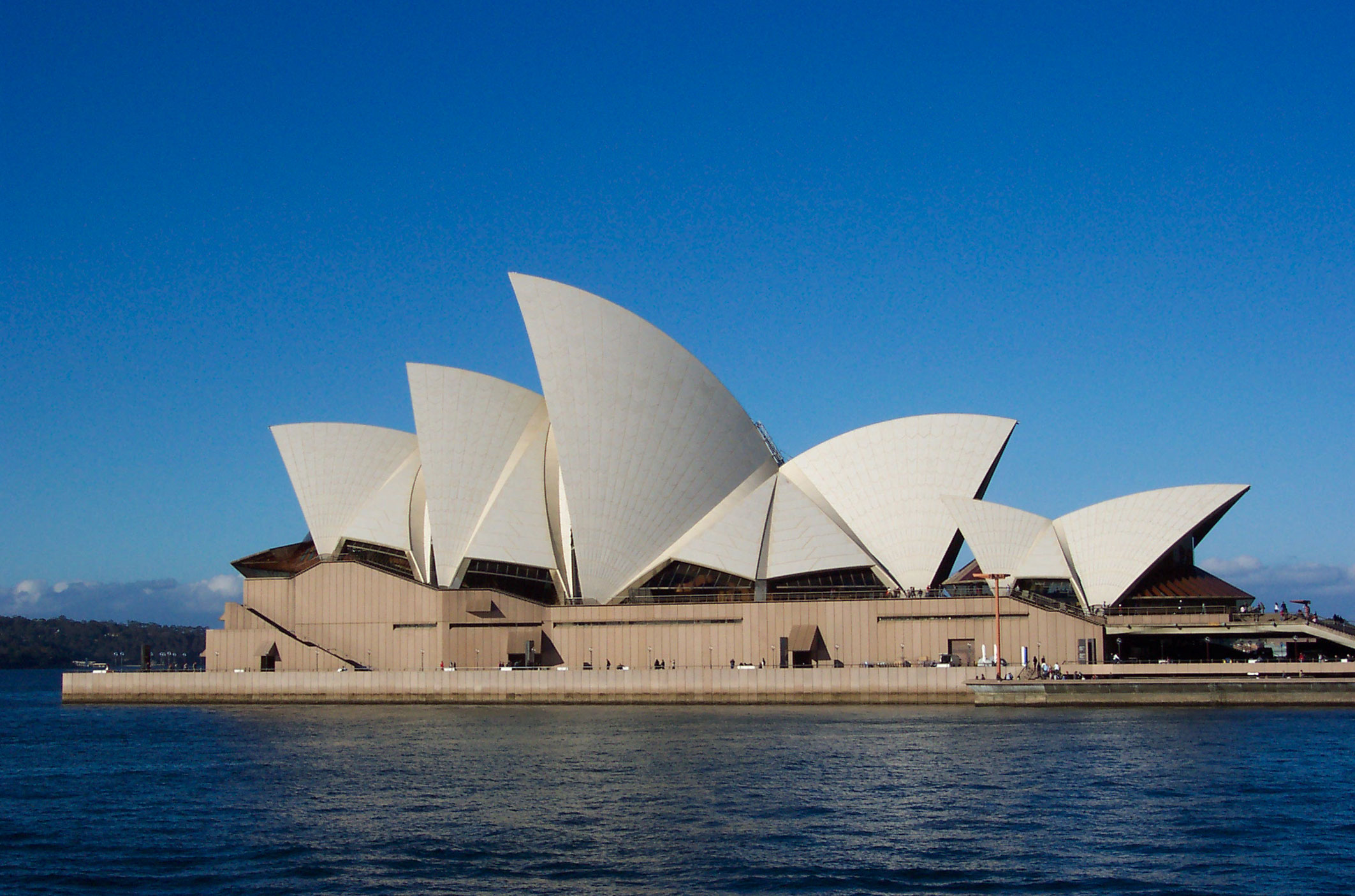
L’opéra de Sydney — son architecture évoque les voiles d’un navire dans la rade de Sydney.

Le régionalisme critique est une théorie architecturale qui s’efforce de remédier à l’indifférence de l’architecture moderne à l’égard de l’endroit ou du lieu de construction, en utilisant les éléments culturels locaux pour enrichir les significations de l’architecture. Le terme de régionalisme critique fut avancé pour la première fois par Alexander Tzonis et Liane Lefaivre, puis plus tard par le célèbre critique et historien  de l’architecture Kenneth Frampton.

## Historique
Frampton fit part de son opinion dans « Towards a Critical Regionalism: Six points of an architecture of resistance ». Il y évoque la question de Paul Ricœur : comment être moderne et retourner aux sources, comment raviver une vieille civilisation endormie et prendre part dans la civilisation universelle ? Selon Frampton, le régionalisme critique devrait adopter de façon critique l’architecture Moderne pour ses qualités progressistes universelles, mais en même temps elle devrait envisager des formulations attentives au contexte. L’accent devrait être portée sur la topographie, le climat, la lumière, sur les formes tectoniques plutôt que la scénographie et sur le sens tactile plutôt que visuel. Dans son livre, Frampton a recours  à la phénoménologie pour asseoir ses arguments.
Deux exemples que Frampton aborda brièvement sont le travail de Jørn Utzon et d’Alvar Aalto. Selon Frampton, l’église de Bagsværd (da) d’Utzon (1973–6), à Bagsværd au Danemark, est une timide synthèse entre la civilisation universelle et une culture ethnique. Ceci est révélé par la coque extérieure rationnelle, modulaire, neutre et économique, en partie pré-fabriquée en béton (c’est-à-dire en référence avec une civilisation universelle), par rapport à la coque intérieure en béton armé, conçue sur mesure, sans souci d’économie et organique, signifiant, avec sa maîtrise de la lumière, un espace sacré et de multiples références trans-culturelles. Frampton ne voit pas d’antécédent dans la culture occidentale mais les trouverait plutôt dans les toits des pagodes chinoises (c’est-à-dire en référence à une culture ethnique). En ce qui concerne Aalto, Frampton parle de la mairie de Säynätsalo (1952) en briques rouges qu’on peut, selon lui, assimiler à une résistance à la domination technologique universelle, mais aussi on peut y voir un jeu sur les qualités tactiles qu’offrent les matériaux ; par exemple en ressentant la friction entre le sol des escaliers en briques et le parquet en bois de la salle du conseil.
Tel que l’ont proposé Tzonis et Lefaivre, le régionalisme critique n’a pas besoin de sortir directement du contexte, mais plutôt des éléments peuvent être isolés dans leur contexte et utilisés d’une façon inédite. Le but serait alors de rendre conscientes la perturbation et la perte du site qui sont déjà un fait accompli, par la réflexion et l’auto-évaluation.
Le régionalisme critique est une démarche différente du régionalisme qui essaie, de façon mimétique, de ressembler à l’architecture vernaculaire de façon consciente sans prendre part de façon consciente à l’universel.
Le régionalisme critique est une réponse post-moderne (en tant que pensée philosophique, à ne pas confondre avec le postmodernisme en tant que style architectural)  dans les pays développés.
Voici quelques architectes dont le travail a ou a eu à voir avec une approche régionaliste critique : Alvar Aalto, Vilanova Artigas, Geoffrey Bawa, Tan Hock Beng, Mario Botta, Charles Correa, B.V.Doshi, Studio Granda, Rainer Greschik, Alvaro Siza, Rafael Moneo, Raj Rewal, Tadao Ando, Mack Scogin / Merrill Elam, Ken Yeang, William S.W. Lim, Tay Kheng Soon, Juhani Pallasmaa, Eduardo Souto de Moura, Glenn Murcutt, Philippe Madec et Jørn Utzon.